# Нојшенау
Нојшенау (њем. Neuschönau) општина је у њемачкој савезној држави Баварска. Једно је од 25 општинских средишта округа Фрејунг-Графенау. Према процјени из 2010. у општини је живјело 2.341 становника. Посједује регионалну шифру (AGS) 9272146.

## Географски и демографски подаци
Нојшенау се налази у савезној држави Баварска у округу Фрејунг-Графенау. Општина се налази на надморској висини од 650–1350 метара. Површина општине износи 27,5 km². У самом мјесту је, према процјени из 2010. године, живјело 2.341 становника. Просјечна густина становништва износи 85 становника/km².